# Зоолошки врт у Хјустону

Зоолошки врт у Хјустону (енгл. Houston Zoo) је лоциран у „Херман парку“ у Хјустону Тексасу. У врту је смештено више од 6000 животиња. Годишње овај Зоо парк посети преко 2.500.000 посетиоца

## Галерија
- Акваријум
- Акваријум
- Жута риба
- Корњача у акваријуму
- Ему
- Фламингоси
- Мајмун
- Папагаји
- Патке
- Слонови
- Тапир
- Тигар
- Зебра
- Жирафе

## Напомена
Коришћени подаци са „Енглеске Википедије“